# Mola de la Viuda
La Mola de la Viuda és una muntanya de 593 metres que es troba entre els municipis de Pratdip i de Vandellòs i l'Hospitalet de l'Infant, a la comarca catalana del Baix Camp.